# Veranclassic-AGO
Veranclassic-AGO ist ein ehemaliges belgisches Radsportteam mit Sitz in Jemappes.
Die Mannschaft wurde 2013 unter dem Namen Doltcini-Flanders als Continental Team gegründet. Das Team fuhr 2014, 2015 unter dem Namen Veranclassic-Doltcini sowie 2016 unter dem Namen Veranclassic-AGO. Manager war Geoffrey Coupé, der von den Sportlichen Leitern Walter Maes und Marcel Omloop unterstützt wurde.
Ende 2016 wurde das Team aufgelöst.

## Saison 2016

### Erfolge in der UCI Africa Tour
| Datum    | Rennen                    | Kat. | Fahrer          |
| -------- | ------------------------- | ---- | --------------- |
| 8. April | 8. Etappe Tour du Maroc   | 2.2  | Justin Jules    |
| 23. Mai  | 2. Etappe Tour de Tunisie | 2.2  | Justin Jules    |
| 25. Mai  | 4. Etappe Tour de Tunisie | 2.2  | Matthias Legley |

### Erfolge in der UCI Europe Tour
| Datum   | Rennen                        | Kat. | Fahrer       |
| ------- | ----------------------------- | ---- | ------------ |
| 9. Juli | Grote Prijs Stad Sint-Niklaas | 1.2  | Justin Jules |

### Abgänge – Zugänge
| Zugänge                         | Team 2015                                      | Abgänge                         | Team 2016                      |
| ------------------------------- | ---------------------------------------------- | ------------------------------- | ------------------------------ |
| Kenny Bouvry                    | ESEG Douai-Origine Cycles                      | Edwig Cammaerts                 | Team 3M                        |
| Adrien Caulfield                |                                                | Robbe Casier                    | Tomacc Poperinge               |
| Matthias Legley                 | ESEG Douai-Origine Cycles                      | David Desmecht                  | Wetterse Dakwerken-Trawobo-VDM |
| Sam Lennertz                    | Vastgoedservice-Golden Palace Continental Team | Serge Dewortelaer               | Differdange-Losch              |
| Yannick Mayer                   | Bike Aid                                       | Dirk Finders                    | Karriereende                   |
| Robin Mertens                   | Prorace                                        | Gorik Gardeyn                   | Superano Ham-Isorex            |
| Dimitri Peyskens                | Team 3M                                        | Jelle Goderis                   | Team 3M                        |
| Ioánnis Spanópoulos             |                                                | Mathias Krigbaum (bis 21. März) | Christina Jewelry Pro Cycling  |
| Massimo Vanderaerden            | Lotto-Soudal U23                               | Robin Stenuit                   | Wanty-Groupe Gobert            |
| Alexis Caresmel (ab 1. Juli)    |                                                | Yu Takenouchi                   | Ottignies-Pervez               |
| Christophe Masson (ab 15. Juli) | EC Raismes Petite-Forêt                        | Francesco Van Coppernolle       | Wetterse Dakwerken-Trawobo-VDM |

### Mannschaft
| Teamkader 2016                             | Teamkader 2016     | Teamkader 2016 | Teamkader 2016               |
| Name                                       | Geburtsdatum       | Land           | Vorheriges Team              |
| ------------------------------------------ | ------------------ | -------------- | ---------------------------- |
| Kenny Bouvry (1. Jan.–30. Jun., Anm.)      | 7. April 1994      | Belgien        |                              |
| Jonathan Breyne                            | 4. Januar 1991     | Belgien        | Josan-To Win (2014)          |
| Adrien Caulfield                           | 28. Juli 1993      | Frankreich     |                              |
| Niels De Rooze                             | 6. September 1992  | Belgien        |                              |
| Julien Dechesne                            | 10. April 1991     | Belgien        |                              |
| Justin Jules                               | 20. September 1986 | Frankreich     | La Pomme Marseille 13 (2014) |
| Mathias Krigbaum (16. Nov.–20. Mär., Anm.) | 3. Februar 1995    | Dänemark       | Lotto-Soudal U23 (2015)      |
| Matthias Legley                            | 15. Januar 1991    | Belgien        |                              |
| Antoine Leleu                              | 20. September 1993 | Belgien        |                              |
| Sam Lennertz                               | 3. September 1990  | Belgien        |                              |
| Yannick Mayer                              | 15. Februar 1991   | Deutschland    | Bike Aid (2015)              |
| Robin Mertens                              | 8. November 1991   | Belgien        |                              |
| Dimitri Peyskens                           | 26. November 1991  | Belgien        | Team 3M (2015)               |
| Ioánnis Spanópoulos                        | 20. Mai 1993       | Griechenland   |                              |
| Julien Van Den Brande                      | 6. Januar 1995     | Belgien        | Josan-To Win (2014)          |
| Massimo Vanderaerden                       | 21. Januar 1995    | Belgien        |                              |
| Arnaud Voss                                | 4. November 1992   | Belgien        |                              |
|                                            |                    |                |                              |
| Quellen: ProCyclingStats Cycling Archives  |                    |                |                              |

Anmerkung: Kenny Bouvry, Karriereende des Sportlers
Anmerkung: Mathias Krigbaum, Teamwechsel

## Platzierungen in UCI-Ranglisten
UCI Africa Tour
| Saison | Mannschaftswertung | Fahrerwertung        |
| ------ | ------------------ | -------------------- |
| 2013   | 15.                | Khaled Guemihi (22.) |
| 2014   | -                  | -                    |
| 2015   | 10.                | Justin Jules (62.)   |
| 2016   | 17.                | Justin Jules (135.)  |

UCI Asia Tour
| Saison | Mannschaftswertung | Fahrerwertung           |
| ------ | ------------------ | ----------------------- |
| 2014   | 60.                | Bob Schoonbroodt (121.) |
| 2015   | 76.                | Jonathan Breyne (247.)  |
| 2016   | -                  | -                       |

UCI Europe Tour
| Saison | Mannschaftswertung | Fahrerwertung          |
| ------ | ------------------ | ---------------------- |
| 2013   | 91.                | Gorik Gardeyn (377.)   |
| 2014   | 58.                | Joeri Stallaert (148.) |
| 2015   | 71.                | Justin Jules (111.)    |
| 2016   | 85.                | Justin Jules (522.)    |